# Hiliwaele I
Hiliwaele I is een bestuurslaag in het regentschap Nias van de provincie Noord-Sumatra, Indonesië. Hiliwaele I telt 715 inwoners (volkstelling 2010).